# Poropeza dacrydii
Poropeza dacrydii är en insektsart som först beskrevs av William Miles Maskell 1892.  Poropeza dacrydii ingår i släktet Poropeza och familjen skålsköldlöss. Inga underarter finns listade i Catalogue of Life.